# Polen op het Eurovisiesongfestival 2017

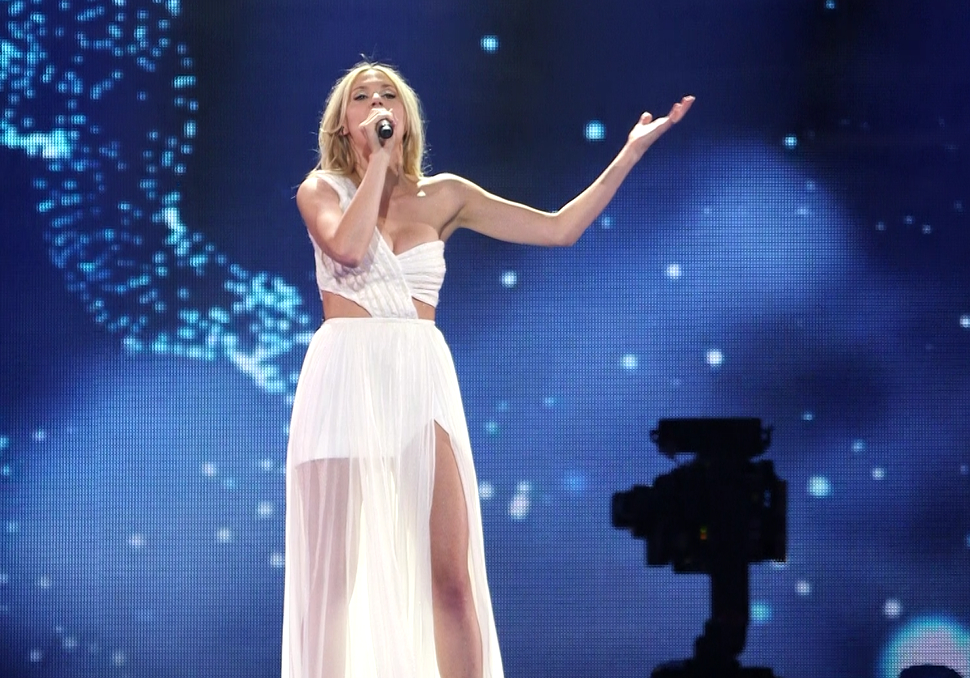
Kasia Moś tijdens een repetitie in Kiev.

Polen nam deel aan het Eurovisiesongfestival 2017 dat plaatsvond in Kiev, Oekraïne. Het was de 20ste deelname van het land aan het Eurovisiesongfestival. TVP was verantwoordelijk voor de Poolse bijdrage voor de editie van 2017.

## Selectieprocedure
In oktober 2016 maakte de Poolse omroep bekend dat het land zou deelnemen aan het aankomende songfestival, tevens werd de selectieprocedure bekendgemaakt, die nagenoeg ongewijzigd bleef ten opzichte van het voorgaande jaar.
Op 11 februari 2017 maakte de Poolse omroep de tien kandidaten bekend die zouden gaan deelnemen aan de nationale finale. In totaal werden zo’n 150 inzendingen ontvangen. Bij de deelnemers was onder andere Martin Fitch die in 2010 nog als Marcin Mroziński naar Oslo ging, maar in de halve finales werd uitgeschakeld. Aneta Sablik was in 2014 winnares van de Duitse versie van Idols, Zangeres Kasia Mós deed in 2006 en 2016 ook al een gooi naar het Eurovisiepodium. 
Op 18 februari werd de nationale finale afgewerkt, zangeres  Kasia Mós ging met de zegepalm aan de haal, ze kreeg het maximale punten van de jury bestaande uit;  Alice Węgorzewska, Maria Sadowska, Robert Janowski en Wlodek Pawlik en Krzesimir Dębski. Bij de televoting behaalde zij een tweede plaats. Het nummer Flashlight werd geschreven door Mós zelf met behulp van Rickard Bonde Truumeel en Pete Barringer. 

## Krajowe Eliminacje 2017
18  februari 2017
| Plaats | Artiest                 | Lied                | Punten |
| ------ | ----------------------- | ------------------- | ------ |
| 1      | Kasia Moś               | Flashlight          | 19     |
| 2      | Isabell Otrębus-Larsson | Voiceless           | 17     |
| 3      | Rafał Brzozowski        | Sky over Europe     | 16     |
| 4      | Carmel                  | Faces               | 15     |
| 5      | Agata Nizińska          | Reason              | 14     |
| 6      | Lanberry                | Only human          | 8      |
| 7      | Martin Fitch            | Fight for us        | 8      |
| 8      | Paulina                 | Chcę tam z tobą być | 7      |
| 9      | Aneta Sablik            | Ulalala             | 6      |
| 10     | Olaf Bressa             | You look good       | 2      |

## In Kiev
Polen trad in Kiev aan in de eerste halve finale. Daar werd een 9de plek gehaald, dit was voldoende om door te stoten naar de finale. 
In de finale trad Polen als tweede van de 26 acts aan. Na opener Israël en voor de Wit-Russische inzending. Bij de televoting werd een twaalfde plaats gehaald en bij de vakjury's een drieëntwintigste plaats, gecombineerd werd dit een 22ste plek met 64 punten. 
1994 · 1995 · 1996 · 1997 · 1998 · 1999 · 2000 · 2001 · 2002 · 2003 · 2004 · 2005 · 2006 · 2007 · 2008 · 2009 · 2010 · 2011 · 2012-2013 · 2014 · 2015 · 2016 · 2017 · 2018 · 2019 · 2020 · 2021 · 2022 · 2023 · 2024 · 2025
Albanië · Armenië · Australië · Azerbeidzjan · België · Bulgarije · Cyprus · Denemarken · Duitsland · Estland · Finland · Frankrijk · Georgië · Griekenland · Hongarije · Ierland · IJsland · Israël · Italië · Kroatië · Letland · Litouwen · Macedonië · Malta · Moldavië · Montenegro · Nederland · Noorwegen · Oekraïne · Oostenrijk · Polen · Portugal · Roemenië · San Marino · Servië · Slovenië · Spanje · Tsjechië · Verenigd Koninkrijk · Wit-Rusland · Zweden · Zwitserland